# Szomáliában történt légi közlekedési balesetek listája
A Szomáliában történt légi közlekedési balesetek listája mind a halálos áldozattal járó, mind pedig a kisebb balesetek, meghibásodások miatt történt, gyakran csak az adott légiforgalmi járművet érintő baleseteket is tartalmazza évenkénti bontásban.

## Szomáliában történt légi közlekedési balesetek

### 2007
- 2007. március 23., Mogadishu. A TransAVIAexport Airlines Il–76-os típusú repülőgépe (lajstromjele:EW-78849) vélhetően azért zuhant le, mert lelőtték. A gépen lévő 4 fő utas és 7 fő személyzet életét vesztette.[1]

### 2016
- 2016. május 18., Balad város közelében. A Daallo Airlines légitársaság Airbus A321-111 típusú utasszállító repülőgépén robbantás történt a fedélzeten, ezért kényszerleszállást hajtottak végre. A gépen tartózkodó 74 fő utas és 7 fő a személyzet tagjai közül, egy fő öngyilkos merénylő életét vesztette, két fő megsebesült, 78 fő sérülések nélkül megúszta az esetet.[2]